# پشت قلعه (بم)
پشت قلعه (بم)، روستایی از توابع بخش مرکزی شهرستان بم در استان کرمان ایران است.

## جمعیت
این روستا در دهستان حومه قرار دارد و براساس سرشماری مرکز آمار ایران در سال ۱۳۸۵، جمعیت آن ۴۱۳ نفر (۱۱۳خانوار) بوده‌است.